# Gintautas Valickas
Gintautas Valickas  ist ein litauischer Rechtspsychologe, Professor am Lehrstuhl für Psychologie  der  Vilniusser und MRU-Universität.

## Leben
Nach dem Abitur an der Mittelschule absolvierte Gintautas Valickas das Diplomstudium der Psychologie an der Universität Vilnius. Dann studierte er in der Aspirantur und promovierte 1987 zum Thema Selbsteinschätzung von minderjährigen Rechtsbrechern: ihre Entstehung und Rolle bei der Entstehung von Verhalten (lit. „Nepilnamečių teisės pažeidėjų savęs vertinimas: jo formavimasis ir vaidmuo elgesio genezėje“) an der Lomonossow-Universität in Moskau. Er lehrte an der Mykolas-Romer-Universität. Er ist Professor und Leiter des Lehrstuhls für Psychologie der Universität Vilnius. Zu seinen  Forschungsgebieten und Lehrfächern gehören Rechtspsychologie, Persönlichkeit,  Entscheidungspsychologie, Persönlichkeitspsychologie, Psychologie des asozialen Verhaltens.
1995–2000 leitete er als Präsident Psychologenverein Litauens (Lietuvos psichologų sąjunga).